# Pinus maximartinezii
Pinus maximartinezii är en tallväxtart som beskrevs av Jerzy Rzedowski. Pinus maximartinezii ingår i släktet tallar, och familjen tallväxter. IUCN kategoriserar arten globalt som starkt hotad. Inga underarter finns listade i Catalogue of Life.

## Bildgalleri

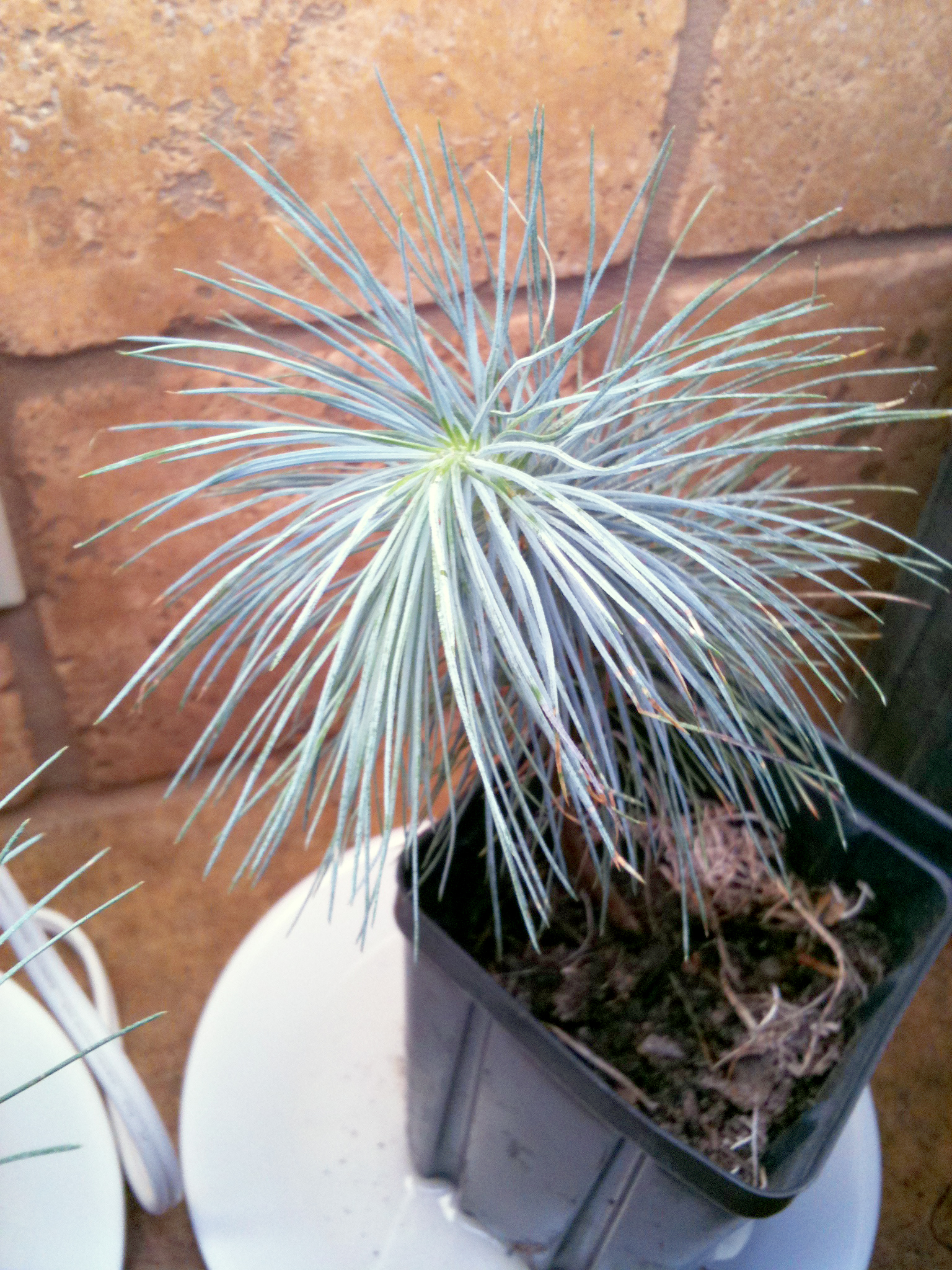
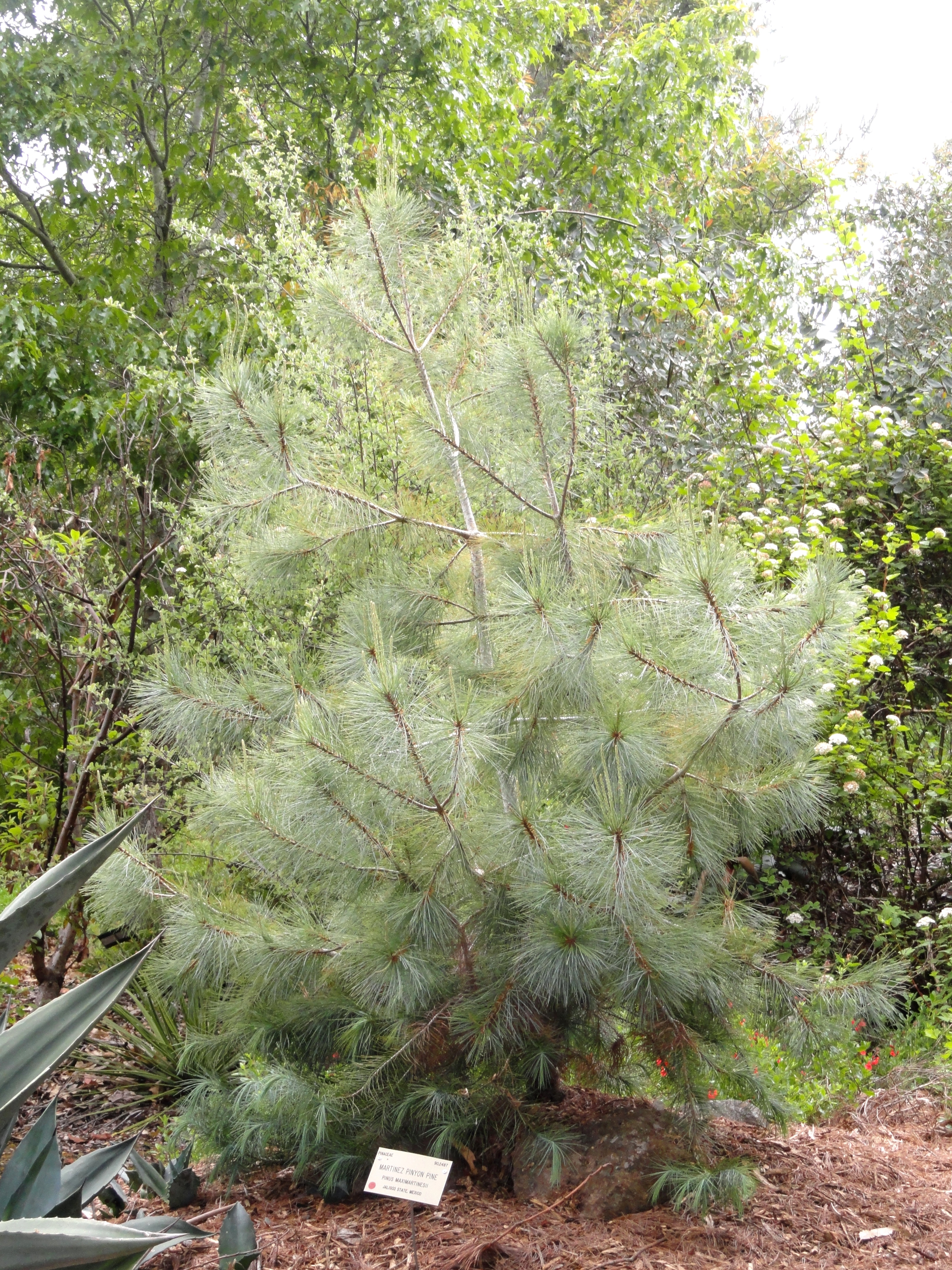
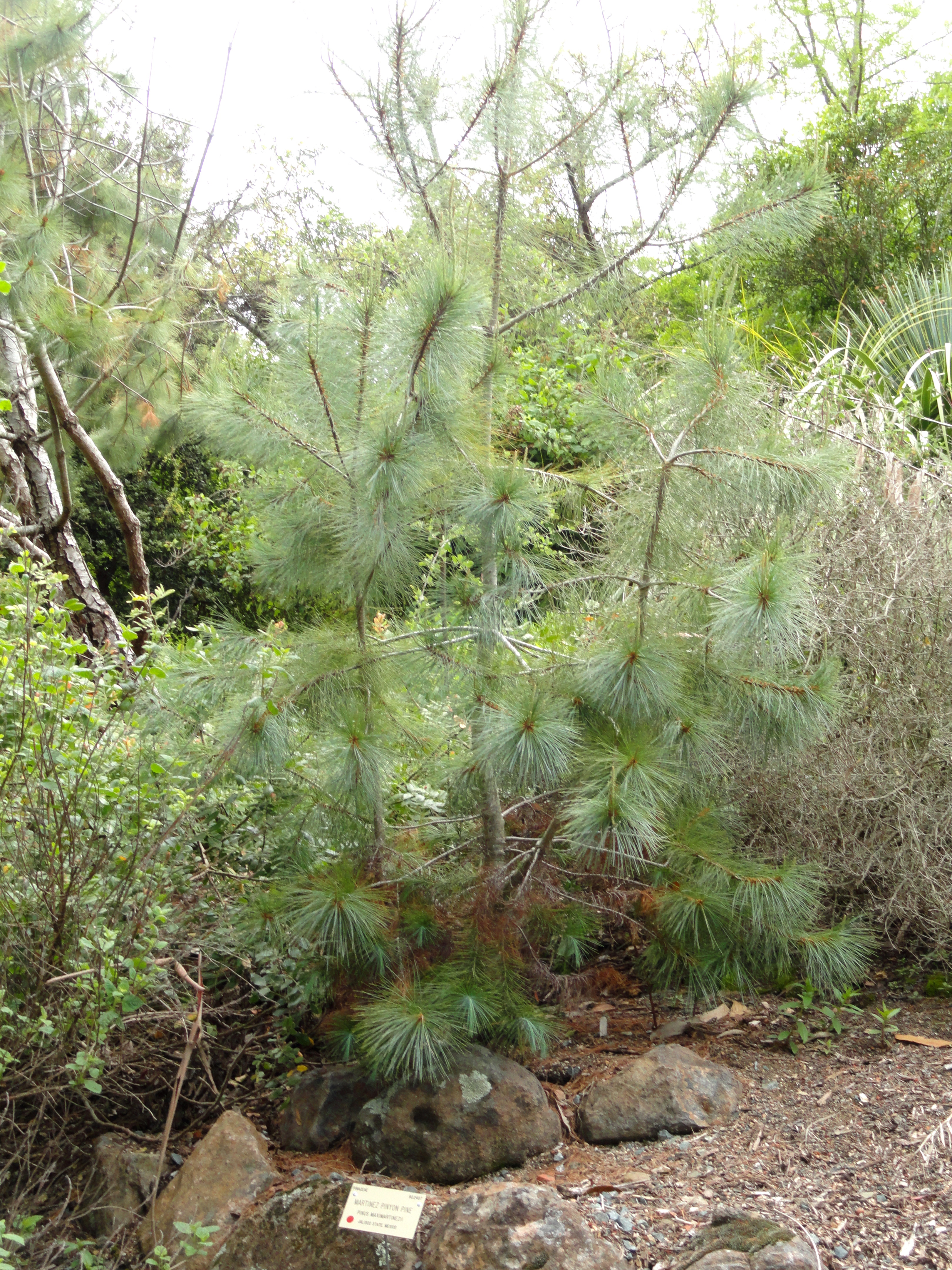